# Kokonsaari (ö i Norra Savolax)
Kokonsaari är en ö i Finland. Den ligger i sjön Paloisjärvi och Kilpijärvi och i kommunen Idensalmi i den ekonomiska regionen  Övre Savolax ekonomiska region  och landskapet Norra Savolax, i den centrala delen av landet, 400 km norr om huvudstaden Helsingfors. Öns area är 6,5 hektar och dess största längd är 390 meter i sydöst-nordvästlig riktning.